# Gallunerkanalen
52°14′25″N 13°32′56″Ø / 52.24028°N 13.54889°Ø Gallunerkanalen er en mindre vandvej i  delstaten Brandenburg i Tyskland. Den forbinder Motzener See med Notte nær Mittenwalde  og er kun fire kilometer  lang.

## Historie
Galluner Fließ blev udvidet til en kanal  i midten af det 19. århundrede. Dens økonomiske betydning var primært som transportvej for stenene fra de tre teglværker i Motzen og de fem teglværker i Kallinchen via den kanaliserede Notte til Dahme-vandvejen og dermed til Berlin.
Gallunerkanalen er ligesom Motzener See lukket for motorbåde.